# OGame
OGame là một text game (dựa trên nền tảng chữ và số), quản lý tài nguyên và tham gia chiến tranh liên thiên hà với khoảng 2 triệu tài khoản khác.
Tính đến tháng 1 năm 2011, Ogame.org đã có 52 thiên hà, và nhiều thiên hà khác sẽ được bổ sung theo chu kì. Ogame.org cũng chứa thiên hà "pr0game" được liệt kê trong Ogame.org như thiên hà 35.
Ngoài ra đang có 1 nhóm nhỏ những người chơi việt đang tự việt hóa và phát triển Ogame phiên bản Việt với mong muốn đưa Ogame đến tới người Việt, phiên bản này lấy phong cách Ogame với các chức năng của Ogame và được phát triển với nhiều chức năng mới sẽ hứa hẹn nhiều hấp dẫn hơn tại Ogame việt này.

## Lối chơi
Mỗi người bắt đầu với 1 hành tinh ngẫu nhiên,với tên mặc định là "Homeworld" (tên này có thể đổi được). Xây dựng hành tinh đó, sau đó có thể tiếp tục phát triển hành tinh ban đầu hoặc bành trướng thuộc địa (lên đến 9 hành tinh ở bản cũ và không giới hạn ở phiên bản redesign hay thường gọi là bản Flash). Tất cả mọi việc từ xây dựng công trình, nghiên cứu khoa học, và những sứ mệnh được thi hành tại hành tinh hoặc Mặt Trăng. Khi bạn có một số loại tàu chiến nhất định bạn có thể đi đánh phá hành tinh của người chơi khac, nếu chiến thắng trong trận chiến có thể thu được 1 lượng res nhất định và tạo ra mãnh vỡ khi tàu bị phá hủy (của bản thân hoặc của người chơi khác), có thể tạo nên Mặt Trăng từ mãnh vỡ.

## Tài nguyên
Có năm loại tài nguyên trong OGame: kim loại (Metal), khoáng thạch(Crystal), Đơteri (Deuterium), năng lượng (Energy) và vật chất đen tối (Dark matter).
Kim loại là tài nguyên dư thừa nhất và được khai thác từ tự nhiên bằng mỏ kim loại. Kim loại được dùng nhiều để xây dựng công trình, kết cấu hành tinh, hạm đội tàu, hệ thống phòng thủ, nghiên cứu khoa học.
Khoáng thạch là tài nguyên dư thừa thứ nhì và được khai thác từ tự nhiên bằng mỏ khoáng thạch. Khoáng thạch cũng được dùng để xây dựng công trình, kết cấu hành tinh, hạm đội tàu, hệ thống phòng thủ, nhưng dùng nhiều trong nghiên cứu khoa học.
Đơteri (Deuterium-D2) là tài nguyên hiếm nhất và được khai thác từ nhà máy tổng hợp D2. D2 dùng làm năng lượng cho hạm đội thi hành nhiệm vụ và cho việc nghiên cứu khoa học. Nó cũng được dùng một ít cho việc truy cập thông tin của thiên hà: xem xét tổng quan vũ trụ của OGame và kiểm tra sự di chuyển của hạm đội đối phương.
Năng lượng cần để tất cả mỏ khai thác hoạt động. Hiệu quả của mỏ khai thác phụ thuộc năng lượng cung cấp cho nó. Năng lượng có thể sán xuất bằng nhà máy năng lượng mặt trời, nhà máy điện nguyên tử, vệ tinh năng lượng mặt trời. Năng lượng cũng cần thiết cho việc xây dựng công trình củ công nghệ tạo đất (Terraformers) và nghiên cứu trọng lực.
Vật chất đen tối có được chủ yếu là mua bằng tiền mặt. Cũng có thể tìm được bằng việc thám hiểm, nhưng việc này rất mạo hiểm vì có khả năng mất hạm đội. Vật chất đen tối cho phép người chơi trở thành người cầm đầu và thuê nhân viên.

## Xếp hạng
Người chơi được xếp hạng thông qua điểm của họ, một điểm sẽ được cộng khi người chơi sử dụng một nghìn đơn vị tài nguyên, và mất một nghìn đơn vị tài nguyên sẽ bị trừ một điểm.

## Công trình
Công trình xây dựng dùng đỏ khai thác tài nguyên (các loại mỏ), sảnxuất năng lượng (nhà máy năng lượng mặt trời, nhà máy điện nguyên tử), nhà kho, xây hạm đội và hệ thống phòng thủ (Xưởng đóng tàu-Shipyard), nghiên cứu (Viện nghiên cứu-Research Lab, rút ngắn thời gian xây dựng (Xưởng robot-Robotic Factory và Xưởng thiết bị nano-Nanite Factory). Hai nguyên liệu chính cần thiết ban đầu để xây dựng là kim loại và khoáng thạch, về sau các công trình quan trọng hơn sẽ cần đến D2. Một số công trình bạn có thể xây từ lúc bắt đầu có hành tinh, trong khi một số ít khác bạn cần phải có một số điều kiện khác. Để biết rõ về các điều kiện cần có, bạn có thể coi ở phần Công nghệ-Technology.

### Sơ lược về các công trình
- Metal Mine: Mỏ khai thác kim loại.
- Crystal Mine: Mỏ khai thác khoáng thạch.
- Deuterium Synthesizer: mỏ khai thác D2. 
- Solar Plant: Nhà máy điện năng lượng mặt trời.
- Fusion Plant: nhà máy điện nguyên tử.
- Robotic Factory: Xưởng Robot. Khi các công trình kiến trúc của bạn trở nên phức tạp, thời gian xây sẽ kéo dài hơn. Để tăng tiến độ xây dựng, bạn nên nâng cấp loại nhà này.
- Nanite Factory: Xưởng thiết bị nano. Mỗi cấp Nanite giúp bạn giảm thời gian xây nhà và tàu giảm một nửa, đây là một công trình không thể thiếu một khi bạn phát triển mạnh.
- Kho kim loại(Metal Storage): Kho chứa kim loại. Mỗi hành tinh chỉ có thể chứa tối đa 100k kim loại, nếu kim loại của bạn nhiều hơn số lượng tối đa này, bạn sẽ cần phải xây nhà chứa.
- Kho chứa khoáng thạch(Crystal Storage): Kho chứa khoáng thạch.
- Thùng chứa đơteri(Deuterium Tank): Dùng để chứa D2.
- Phòng nghiên cứu(Research Lab): nơi nghiên cứu các công nghệ mới. Cấp càng cao sẽ giúp bạn nghiên cứu nhanh hơn và cũng sẽ cho phép bạn nghiên cứu nhiều loại công nghệ hơn.
- Hầm hỏa tiễn(Rocket Silo): dùng để chứa hoã tiển chống và hoả tiễn xuyên hành tinh. Mỗi cấp sẽ cho phép bạn sản xuất 5 hoã tiển (1 trong hai loại).

## Nghiên cứu
Người chơi có khả năng nghiên cứu công nghệ tiên tiến tại phòng nghiên cứu. Mỗi khi nâng cấp phòng nghiên cứu thì người chơi có khả năng nghiên cứu những công nghệ tối tân hơn. Công nghệ càng cao đồng nghĩa với việc hao tốn nhiều tài nguyên.

### Sơ lược công nghệ
- Espionage Technology: công nghệ do thám.
- Computer Technology: công nghệ máy tính.
- Weapon Technology: công nghệ vũ khí.
- Shielding Technology: công nghệ che chắn.
- Armour Technology: công nghệ tăng cường lớp giáp.
- Energy Technology: công nghệ năng lượng.
- Hyperspace Technology: Công nghệ không gian đa chiều.
- Combustion Engine: công nghệ đốt cháy nhiên liệu.
- Impulse Engine: công nghệ tăng sức đẩy cho tàu.
- Laser Technology: công nghệ laser.
- Ion Technology: công nghệ Ion.
- Plasma Technology: công nghệ Plasma.
- Graviton Technology: công nghệ nghiên cứu trọng lực.

## Công cụ
- Speed Sim - SpeedSim (Mô phỏng, tính toán các trận chiến Ogame)